# فتح كولاجا حصار
فتح قلعة كولاجا حصار (بالتركية: Kulacahisar'ın Fethi)‏ البيزنطية عام 1285م، كان أول انتصار عسكري لفتح قلعة حققته الدولة العثمانية. قاد مؤسس الدولة العثمانية عثمان بك بن أرطغرل جيشه لفتح هذه القلعة البيزنطية ليلا في معركة ضد الإمبراطورية البيزنطية. كانت هذه المعركة بمثابة بداية الحروب بين الدولة العثمانية والإمبراطورية البيزنطية، والتي أدت في النهاية إلى سقوط الإمبراطورية البيزنطية وصعود الإمبراطورية العثمانية.
غدر تكفور إنيجول (الحاكم المحلّي البيزنطي) بقبيلة قايي ونصب لهم كمينا عسكريا، استطاع العثمانيون كسره والخروج منه بخسائر في الطرفين. انتقامًا لكل من قُتلوا على الجبل، هاجم عثمان غازي قلعة كولاجا حصار التي يسيطر عليها البيزنطيون، والتي تبعد 5 كيلومترات عن إنيجول، ودخلها فاتحا.

## معركة جبل إرمينيا
عاشت قبيلة قايي في منطقتي سوغوت ودومانيتش تحت حكم أرطغرل غازي. خلال هذه الفترة، تم إنشاء علاقات جيدة للغاية خاصة مع تكفور (حاكم) بيلجيك (بالتركية العثمانية: بيله جك)‏، واستمرت هذه العلاقة الطيبة في عهد عثمان غازي الذي أصبح زعيم قبيلة قايي بعد وفاة والده أرطغرل غازي عام 1281م.
كانت قبيلة قايي تعيش في سوغوت أثناء فصل الشتاء، ثم تنتقل إلى دومانيتش في فصل الصيف. أثناء ترحالهم الموسمي من سوغوت إلى دومانيتش في الصيف، كانوا يأتمنون ممتلكاتهم الثمينة والثقيلة على تكفور بيلجيك وفي المقابل كانوا يقدمون الهدايا إلى التكفور. 
وعلى النقيض من ذلك، كان "آيا نيقولا" (بالتركية: Aya Nikola)‏ تكفور منطقة إنيجول، عدوا لقبيلة قايي، وفي خلال إحدى هذه الرحلات، قام تكفور  إنيجول، باستعداء قبيلة قايي وأغلق الطريق وأتلف ممتلكات الناس وحيواناتهم وبدأ في نهب أسواق قايي. وعلاوة على ذلك، كان يحرض التكافرة الآخرين (الحكام المحليين البيزنطيين) ضد عثمان غازي.
بعد أن أصبح عثمان بك حاكم القبيلة، كان أول ما فعله في عام 1284م هو الذهاب في جولة تفقدية مع حوالي 120 فارسًا في منطقة "جبل أخي"، التي تقع في شمال سهل إنيجول وكانت تُعرف باسم "جبل إرمينية" في تلك السنوات. علم تكفور (حاكم) إنيجول واسمه "آيا نيقولا" بجولة التفتيش التي سيقوم بها عثمان بك، فنصب له كمينا بالقرب من "ديلي كايا" في مضيق حمزة بك الحالي، والذي يسمى "أرميني بيلي" في المصادر العثمانية. وفي بداية تلك المواجهة التي دارت للخروج من هذا الكمين، قُتل حمزة بك بايهوجا (بالتركية: Bayhoca)‏(1268م-1284م) نجل سارو باطو صاووجي بك، شقيق عثمان بن أرطغرل، ولكن جيش قبيلة قايي نجح في اختراق طوق العدو بهجوم ناجح، وتمكن من الخروج من الكمين سالما، تاركًا العدو وحده مع قتلاه وجرحاه. 
تمكن الفرسان العثمانيين من كسر الخط البيزنطي والخروج من الكمين. لم يكن هناك فائز في هذه المعركة حيث كان على كلا الجانبين التراجع إلى أراضيهما وإعادة تجميع صفوفهما. 

## حصار القلعة
عندما قُتل حمزة بك باي هوجا (بالتركية: Bayhoca)‏ في معركة جبل أرمينيا عام 1284م، توجه عثمان بك إلى قلعة كولاجا حصار، التي تقع على بعد بضع فراسخ من إينجول وتقع في ضواحي أميرطاغ بقوة قوامها 300 شخص، فتسلل عدد قليل من الرجال إلى القلعة متنكرين في زي الرومان، وحيّدوا الحراس وفتحوا البوابات، فدخلوها في معركة ليلية، ليفتح العثمانيون هذه القلعة. 
كانت هذه هي أول قلعة تفتحها الدولة العثمانية في تاريخها.

## بعد فتح القلعة
لم يتعرض عثمان بك للسكان المسيحيين في قلعة كولاجا حصار بالأذى، فقبلوا سيادته عليهم بالرضى، ورغم أن عثمان بك دمر القلعة، إلا أنه حفظ أرواح الناس وأسرهم.